# Lista siturilor arheologice din județul Bistrița-Năsăud - Ț
Lista siturilor arheologice din județul Bistrița-Năsăud - Ț conține toate siturile arheologice din județul Bistrița-Năsăud înscrise în Repertoriul Arheologic Național (RAN) și aflate în localități al căror nume începe cu litera Ț. RAN este administrat de Ministerul Culturii și Patrimoniului Național și cuprinde date științifice, cartografice, topografice, imagini și planuri, precum și orice alte informații privitoare la zonele cu potențial arheologic, studiate sau nu, încă existente sau dispărute.
Puteți căuta un sit din localitățile care încep cu litera Ț folosind formularul de mai jos sau puteți naviga prin toate siturile din județ la Lista siturilor arheologice din județul Bistrița-Năsăud.
| Cod RAN                                  | Denumire | Localitate                  | Adresă           | Datare        | Descoperit | Coordonate | Imagine           | Erori            |
| ---------------------------------------- | --- | --------------------------- | ---------------- | ------------- | ---------- | ---------- | ----------------- | ---------------- |
| 32795.01.01 (Cod LMI: BN-I-m-B-01424.03) | Situl arheologic de la Țagu / ansamblu anonim (Categorie: locuire civilă) (Tip: Așezare)                                  | sat Țagu, comuna Budești    |                  |               |            |            | Încărcați imagine | Raportați eroare |
| 32795.01.02 (Cod LMI: BN-I-m-B-01424.02) | Situl arheologic de la Țagu / ansamblu anonim (Categorie: locuire civilă) (Tip: Așezare)                                  | sat Țagu, comuna Budești    |                  |               |            |            | Încărcați imagine | Raportați eroare |
| 32795.01.03 (Cod LMI: BN-I-m-B-01424.01) | Situl arheologic de la Țagu / ansamblu anonim (Categorie: locuire civilă) (Tip: Așezare)                                  | sat Țagu, comuna Budești    |                  | sec. IV - V   |            |            | Încărcați imagine | Raportați eroare |
| 32795.02.01 (Cod LMI: BN-I-m-B-01425.02) | Situl arheologic de la Țagu - "După dos" / ansamblu anonim (Categorie: locuire civilă) (Tip: Așezare)                     | sat Țagu, comuna Budești    | După dos         |               |            |            | Încărcați imagine | Raportați eroare |
| 32795.02.02 (Cod LMI: BN-I-m-B-01425.01) | Situl arheologic de la Țagu - "După dos" / ansamblu anonim (Categorie: locuire civilă) (Tip: Așezare)                     | sat Țagu, comuna Budești    | După dos         |               |            |            | Încărcați imagine | Raportați eroare |
| 32795.03.01 (Cod LMI: BN-I-s-B-01426)    | Așezarea neolitică de la Țagu - "Dealul Cibicului" / ansamblu anonim (Categorie: locuire civilă) (Tip: Așezare)           | sat Țagu, comuna Budești    | Dealul Cibicului |               |            |            | Încărcați imagine | Raportați eroare |
| 32802.01.01 (Cod LMI: BN-I-s-B-01419)    | Așezarea hallstattiană de la Țăgșoru / ansamblu anonim (Categorie: locuire civilă) (Tip: Așezare)                         | sat Țăgșoru, comuna Budești |                  |               |            |            | Încărcați imagine | Raportați eroare |
| 33499.01.01 (Cod LMI: BN-I-m-B-01427.02) | Situl arheologic de la Țigău - "La dâmburi" / ansamblu anonim (Categorie: locuire civilă) (Tip: Așezare)                  | sat Țigău, comuna Lechința  | La dâmburi       |               |            |            | Încărcați imagine | Raportați eroare |
| 33499.01.02 (Cod LMI: BN-I-m-B-01427.01) | Situl arheologic de la Țigău - "La dâmburi" / ansamblu anonim (Categorie: locuire civilă) (Tip: Așezare)                  | sat Țigău, comuna Lechința  | La dâmburi       |               |            |            | Încărcați imagine | Raportați eroare |
| 33499.02.01 (Cod LMI: BN-I-s-B-01428)    | Așezarea din epoca migrațiilor de la Țigău - "La Kissfaludy" / ansamblu anonim (Categorie: locuire civilă) (Tip: Așezare) | sat Țigău, comuna Lechința  | La Kissfahdy     | sec. III - IV |            |            | Încărcați imagine | Raportați eroare |
| 33499.03                                 | Obiecte eneolitice la Țigău - Pe Platou (Categorie: descoperire izolată) (Tip: obiect izolat)                             | sat Țigău, comuna Lechința  | Pe platou        |               |            |            | Încărcați imagine | Raportați eroare |
| 33113.01                                 | Topor neo-eneolitic de la Țentea (Categorie: descoperire izolată) (Tip: obiect izolat)                                    | sat Țentea, comuna Chiochiș |                  |               |            |            | Încărcați imagine | Raportați eroare |